# Pallanthurai
Pallanthurai es una  ciudad censal situada en el distrito de Kanyakumari en el estado de Tamil Nadu (India). Su población es de 5386 habitantes (2011). Se encuentra a 70 km de Thiruvananthapuram y a 79 km de Tirunelveli. 

## Demografía
Según el censo de 2011 la población de Pallanthurai era de 5386 habitantes, de los cuales 2675 eran hombres y 2711 eran mujeres. Pallanthurai tiene una tasa media de alfabetización del 92,57%, superior a la media estatal del 80,09%: la alfabetización masculina es del 93,22%, y la alfabetización femenina del 91,92%.